# Gustoća električne struje
Gustoća električne struje (oznaka J) je vektorska fizikalna veličina koja opisuje tok električne struje po ploštini presjeka električnog vodiča, a smjer joj se podudara sa smjerom gibanja pozitivnih električnih naboja: 
{\displaystyle \mathbf {J} =\rho \cdot \mathbf {v} }
gdje je: ρ - volumna gustoća električnoga naboja, a v - brzina gibanja električki nabijenih čestica. Može se opisati i s pomoću jakosti električne struje I: 
{\displaystyle \mathbf {J} =\mathbf {n} \cdot {\frac {I}{S}}}
gdje je: n - jedinični vektor okomit na površinu presjeka ploštine S.
Gustoća električne struje ovisi o jakosti električnoga polja E koje pokreće električne naboje, ali i o vrsti materijala vodiča kroz koji električna struja teče: 
{\displaystyle \mathbf {J} =\sigma \cdot \mathbf {E} }
gdje je: σ - električna provodnost. 
Mjerna jedinica gustoće električne struje je amper po četvornom metru (A/m²).

## Gustoća električnoga naboja
Gustoća električnoga naboja (oznake λ, σ, ρ) je fizikalna veličina koja opisuje električni naboj ili količinu elektriciteta po duljini l: 
{\displaystyle \lambda ={\frac {Q}{l}}\,\quad }
ploštini S:
{\displaystyle \sigma ={\frac {Q}{S}}\,\quad }
ili obujmu (volumenu): 
{\displaystyle \rho ={\frac {Q}{V}}\,\quad }
Koristi se za potrebe proračuna kad se na naelektriziranom tijelu nalazi tako velik broj nepomičnih električki nabijenih čestica da nije moguće uzeti u obzir njihove pojedinačne električne naboje i položaje. Negativna je ako je električni naboj naelektriziranoga tijela negativan. 
Mjerna jedinica linearne gustoće električnoga naboja je kulon po metru (C/m), površinske gustoće električnoga naboja kulon po četvornom metru (C/m²) i volumne gustoće električnoga naboja kulon po kubnom metru (C/m³). Gustoću električki nabijenih čestica koje se gibaju opisuje gustoća električne struje.